# Линия 11 (Барселонский метрополитен)
Линия 11 (кат. Linia 11, произн. Линиа Онзе) или светло-зелёная линия Барселонского метрополитена — одна из одиннадцати линий Барселонского метрополитена, обслуживающая Барселону и город Монкада-и-Решак. Линия 11 стала первой линией Барселонского метрополитена, открытой в XXI веке. Открытие пока что единственного участка от станции «Тринитат Нова» до станции «Кан Куиас» состоялось 14 декабря 2003 года.
Длина маршрута линии составляет 2,3 километра; на маршруте находится пять станций. Данная линия была построена в целях обеспечения транспортным сообщением окраинных районов округа Ноу Баррис Барселоны, а также находящемуся в границах комарки Барселонес городу Монкада-и-Решак.

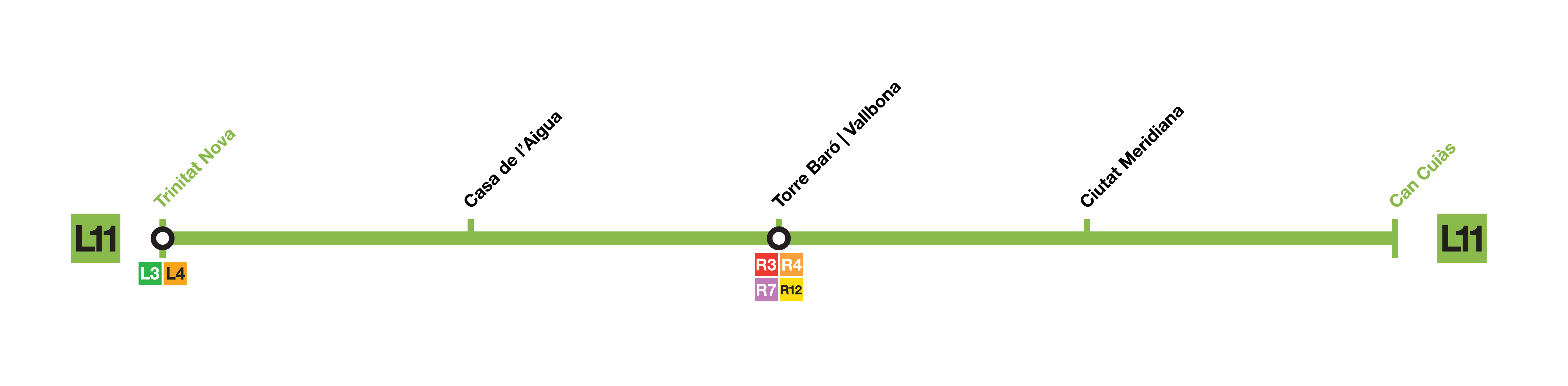
Линейная схема линии 11.

## Общие характеристики
Линия 11 находится под управлением транспортного управления Барселоны (TMB). Данная линия действует в режиме лёгкого метро, поэтому на линии ходят двухвагонные составы, в то время как на остальных линиях используются восьмивагонные составы; а платформы станции короче, чем на многих других станциях. На линии эксплуатируются два поезда серии TMB 500 производства Alstom с интервалами в 7 минут и 13 минут. Управление поездами производистся из Центра управления метрополитена Барселоны, расположенном в районе Ла-Сагрера. На всех станциях линии установлены платформенные раздвижные двери.
Линия является преимущественно однопутной, и лишь на станции «Торре Баро — Вальбона» построены 2 пути. Во время строительства, некоторые аспекты станций были учтены по стандартам традиционного метрополитена. Это было сделано на случай, если будет принято решение о включении участка в состав линии 4, такие как задел в 400 метров под удлинение платформы, и сохранение максимально допустимого уклона тоннелей в 4 %.
В 2010 году общий пассажиропоток на линии составил 1,1 млн поездок. Таким образом, линия 11 является последней линией по объёму перевозок после северного участка линий 9 и 10 (кат. L9 Nord и L10 Nord).

## Станции
| Станция               | Пересадка на метро | Пересадка на другие виды транспорта |
| --------------------- | ------------------ | ----------------------------------- |
| Тринитат Нова         |                    |                                     |
| Каза-де-л’Айгуа       |                    |                                     |
| Торре Баро — Вальбона |                    | Ж/д станция «Торре-дель-Баро»       |
| Сиутат Меридиана      |                    |                                     |
| Кан Куиас             |                    |                                     |

## Хронология

### Краткая хронология
- 2001 год: начало строительных работ.
- Вторая половина 2002 года: Завершение работ на участке, проведение пусконаладочных работ.
- 14 декабря 2003 года: открытие движения на пусковом участке линии от станции «Тринитат Нова» до станции «Кан Куиас».
- 27 июля 2009 года: Начало работ по установке платформенных раздвижных дверей на всех станциях платформах линии.
- 16 декабря 2009 года: Завершение работ по установке платформенных раздвижных дверей на всех станциях линии и начало эксплуатации на линии полуавтоматических поездов.

### Предпосылки
Задолго до начала строительства линии 11, в плане метро 1971 года, изначально планировалось, что в район Сиутат Меридиана будет продлена линия 1 от станции «Торрес-и-Бажес». Однако впоследствии, в 1974 году, вышел новый план по строительству метрополитена, где трассировка линии 1 была перенаправлена в город Санта-Колома, расположенный к востоку от Барселоны, а в районе Сиутат Меридиана запланировали строить продолжение линии 3 от станции «Лессепс».

### План «лёгкого метро»
Двадцать один год спустя, в 1995 году, президентом Женералитата Каталонии Жорди Пужолем во время митинга в районе Сиутат Меридиана было дано обещание провести линию лёгкого метро в северную часть округа Ноу Баррис. Несмотря на первоначальный отказ от городского совета Барселоны, из-за которого строительство линии 11 могло бы затянуться до 2010 года, впоследствии, Женералитат и городской совет Барселоны дали согласие на строительство линии.
В 1997 году был создан консорциум «Autoritat del Transport Metropolità», интегрирующий в себе работуЖенералитата Каталонии, городского совета Барселоны и компании «Entitat Metropolitana del Transport», отвечающую за управление транспортом в агломерации Барселоны. В первом же генеральном плане, который был утвержден ATM — «Генеральном плане строительства 2001—2010» (кат. Pla Director d’Infraestructures 2001—2010), было принято положение «AX18» о строительстве линии лёгкого метро под названием L11, с трассировкой линии от станции «Тринитат Нова» в одноимённом районе Барселоны до станции «Кан Куиас» в одноимённом районе города Монкада-и-Решак.

### Строительство и открытие
Строительные работы на линии начались в 2001 году. Исходный бюджет строительства составил €48 млн евро, впоследствии возросший до €86 млн. Строительство финансировали Правительство Каталонии, испанским правительством и Европейского Союза.
В начале 2002 года была закончена проходка тоннелей на всём участке. В середине следующего, 2003 года были полностью завершены строительные работы и начались пусконаладочные работы, а также курсирование пробных поездов. 14 декабря состоялось торжественное открытие всей линии. В первый год пассажиропоток на линии составлял в среднем 2900 пассажиров в день.

### Автоматизация движения поездов

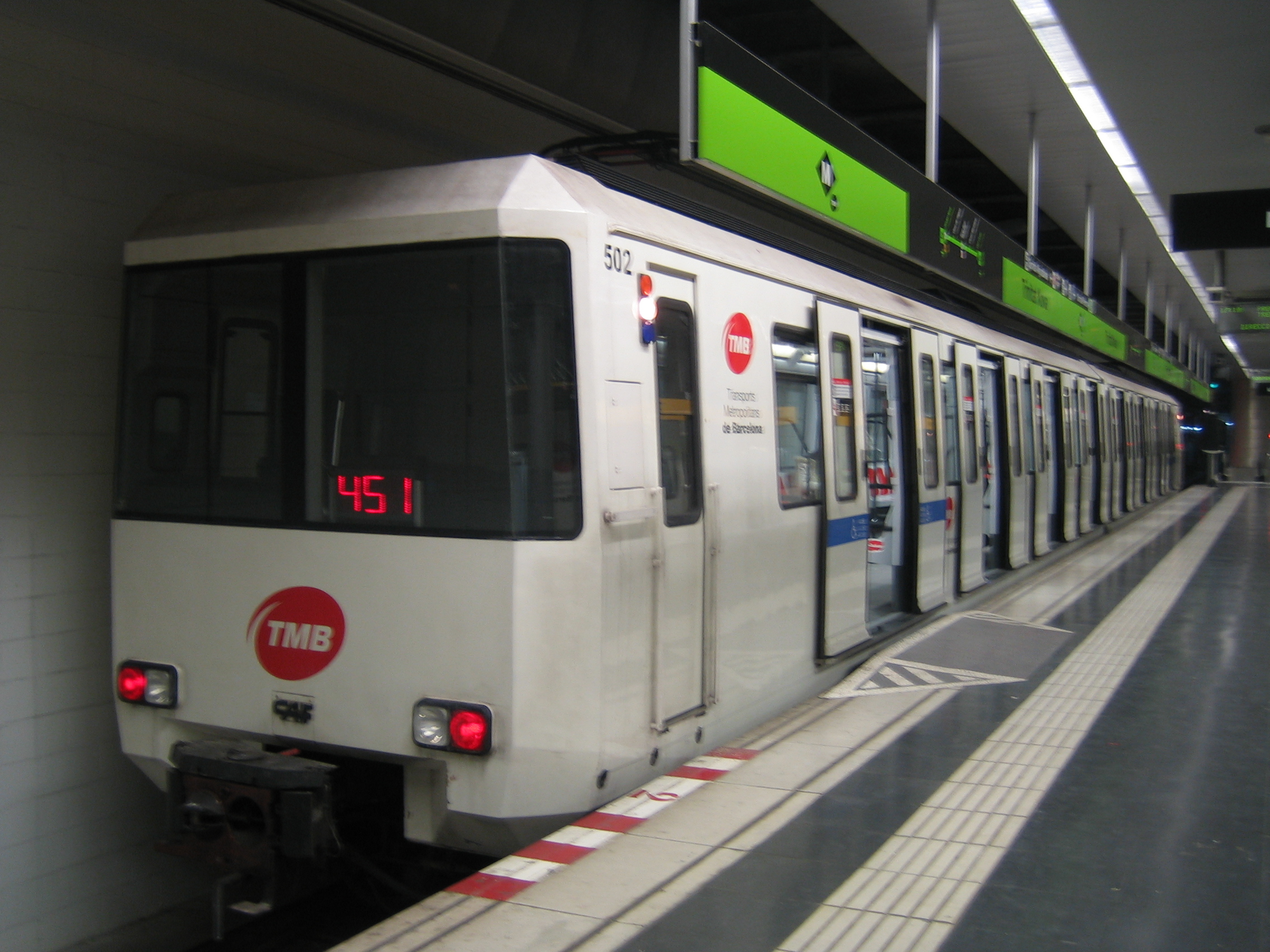
Поезд серии 500 на станции «Тринитат Нова».

С 27 июля 2009 года и в течение месяца линия была закрыта для пассажиров для установки на станциях платформенных раздвижных дверей. Установка дверей на станциях была одним из последних этапов для начала эксплуатации на линии автоматических поездов без машинистов. Начиная с 16 декабря 2009 года, поезда серии 500 работают на линии без машинистов на участке между «Кан Куиас» и «Каза-де-л’Айгуа». От последней до «Тринитат Нова» поезда следуют уже под ручным управлением, так как на «Тринитат Нова» отсутствует система обнаружения поездов, датчики которой на остальных станциях линии встроены в платформу. Это связано с тем, что платформа станции «Тринитат Нова» была построена в 1999 году, и при строительстве подобных вариантов последующих дополнительных оснащений платформы не предусматривали.

## Перспективы
В «Генеральном плане строительства 2009—2018» (кат. Pla Director d’Infraestructures 2009—2018) отсутствуют какие-либо планы относительно линии 11, хотя в 2006 году в Женералитате заявлялось о том, что линию могут продлить до железнодорожной линии «Кастельбисбаль / Папиоль — Мольет».